# Chapelle du Burnkirch
La chapelle de Burnkirch est une église du département français du Haut-Rhin et de la région Alsace attestée à Illfurth dès le VIIIe siècle. 

## Architecture
Les peintures de la nef et du chœur représentant la théorie des apôtres peuvent être datées du XVe siècle, les scènes du registre supérieur seraient plus récentes ou auraient été repeintes au XVIIe siècle, puis recouvertes par un enduit et restaurées après les fouilles de 1980.
La Vierge de Pitié en bois peint polychrome est un objet classé.
L'armoire eucharistique de style gothique est datée de 1455 et porte les armoiries des archiducs d'Autriche.
Un enfeu, peinture monumentale de mise au tombeau, serait soit la tombe de Frédéric de Burnkirch, tué en 1375, soit la tombe du dernier représentant de la lignée, mort après 1479.
Il renferme de très intéressantes fresques et diverses pierres tombales anciennes : la dalle funéraire de Jean Schwertzig maire d'Illfurth mort à 57 ans le 12 décembre 1659 ; la dalle funéraire de Valentin Mehr, curé d'Illfurth de 1710 à 1742, date de sa mort, est sculptée d'un calice avec hostie dans une couronne de feuillages, et au pied de la dalle d'un crâne de profil avec un tibia ; la dalle funéraire de Johann Christoph Schreiber, datée de 1711, est elle aussi sculptée d'un calice avec hostie dans une couronne de feuillages et porte sous l'emblème sacerdotal un écu avec les armoiries du défunt. La croix funéraire de Claus Bochelen a été déplacée.
Un ex-voto rappelle l'exorcisme de Joseph Burner, possédé par le diable, en 1865.